# 8797 Дуфард
(8797) 1981 EU18 — астероїд головного поясу, відкритий 2 березня 1981 року.
Тіссеранів параметр щодо Юпітера — 3.208.